# 三輪田輪三

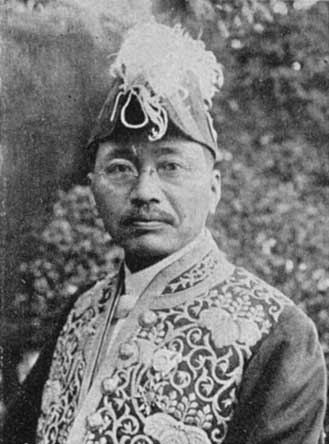
三輪田輪三

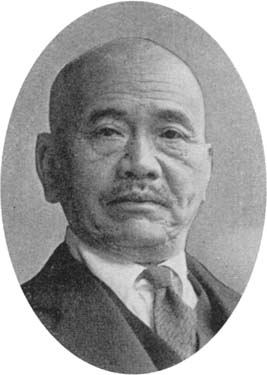
三輪田輪三

三輪田 輪三（みわた りんぞう、1874年（明治7年）11月16日 - 1961年（昭和36年）10月8日）は、日本の教育者。

## 経歴
愛媛県出身。1898年（明治31年）、東京帝国大学理科大学数学科を卒業。山口高等学校教授となり、1901年（明治34年）に第六高等学校教授に転じた。1920年（大正9年）、山形高等学校校長に就任した。退官後、東亜高等予備学校学監を務めた。

## 著書
- 『最新式幾何学教科書 平面幾何之部』（明治図書、1908年）